# Michelangelo Tonti
Michelangelo kardinal Tonti, italijanski rimskokatoliški duhovnik, škof in kardinal, * 1566, Rimini, † 21. april 1622.

## Življenjepis
5. novembra 1608 je bil imenovan za naslovnega nadškofa Nazareta; 16. novembra je prejel škofovsko posvečenje in 24. novembra 1608 je bil povzdignjen v kardinala.
11. marca 1609 je bil imenovan za nadškofa (osebni naziv) škofije Cesena.